# Atascocita
Atascocita é uma Região censo-designada localizada no estado norte-americano do Texas, no Condado de Harris.

## Demografia
Segundo o censo norte-americano de 2000, a sua população era de 35.757 habitantes.

## Geografia
Conforme o United States Census Bureau tem uma área de 71,4 km², dos quais 71,4 km² cobertos por terra e 0,0 km² cobertos por água.

## Localidades na vizinhança
O diagrama seguinte representa as localidades num raio de 24 km ao redor de Atascocita. 